# The S・h・e
The S・h・e（ザ・シー）は、1997年に結成された日本の3人による女性アイドルグループ。所属事務所は東芝EMI。

## 経歴
- 1997年2月25日に発売されたOVA鉄腕バーディー第4巻の主題歌「サヨナラから始めよう」で歌手デビューするが、この曲はCD化されていない。[1]
- 同年6月18日にOVA「ふしぎ遊戯」エンディングテーマ「夢かもしれない」でCDデビューを果たした。

## ディスコグラフィー

### シングル
| 1st | 1997年6月18日 | 夢かもしれない | 作詞：青木久美子 作曲：家原正嗣 編曲：山中紀昌 | OVA「ふしぎ遊戯」エンディングテーマ c/w「eyes」 |